# Chmelná (Nová Cerekev)
Chmelná  (německy Chmelna, Grünwald (1382)) je malá vesnice, část městyse Nová Cerekev v okrese Pelhřimov. Nachází se asi 2 km na jih od Nové Cerekve. V roce 2009 zde bylo evidováno 23 adres. V roce 2001 zde trvale žilo 51 obyvatel.
Chmelná leží v katastrálním území Chmelná u Pelhřimova o rozloze 2,89 km2.

## Památky a zajímavosti
- Kaple nad návsí
- Křížek u kaple